# Tuniek (liturgie)
De tuniek (in het Latijn tunica of tunicella) is een kerkelijk parament (liturgisch kledingstuk) in de Rooms-Katholieke Kerk en sommige orthodoxe kerkgemeenschappen. Zij is het liturgisch kledingstuk van de subdiaken.

Tuniek in de liturgische kleur wit

De liturgische tuniek is afgeleid van de wereldlijke Romeinse tunica, die door de vroege christengemeenten overgenomen werd voor de eucharistische liturgie en daarbij rijkelijk versierd werd met christelijke symbolen en afbeeldingen. De tuniek werd voortaan door de subdiaken gedragen in de viering van de eucharistie en andere plechtigheden.
De tuniek lijkt heel sterk op de dalmatiek, het kledingstuk voor de diaken. Oorspronkelijk bestonden er verschillen, maar die vervaagden in de loop van de eeuwen. In de oosterse liturgieën en kerken is de tuniek net als de dalmatiek lang: zij hangt tot op de kuiten. De tuniek heet daar stichaar. In de westerse (Latijnse) liturgie is zij ingekort gedurende de eeuwen en komt veelal tot de hoogte van de heupen. Sinds het vrijwel volledige verdwijnen van de oud-christelijke structuur van de hogere en lagere wijdingen door toedoen van een motu proprio van paus Paulus VI in 1972, waardoor het subdiakenschap praktisch verdween, is de tuniek veelal in onbruik geraakt. Zij is echter nog altijd een verplicht liturgisch kledingstuk in de Tridentijnse Mis die in de Katholieke Kerk vooral gebruikt wordt door traditionalistische geestelijken.